# Ataque a Paul Pelosi
El ataque a Paul Pelosi ocurrió el 28 de octubre de 2022, cuando un agresor armado atacó a Paul Pelosi, esposo de la presidenta de la Cámara de Representantes de los Estados Unidos, Nancy Pelosi, con un martillo en la casa de la pareja en el vecindario de Pacific Heights en San Francisco, California. Paul Pelosi resultó gravemente herido, sin evidencia de lesiones con riesgo vital.
La policía arrestó a un sospechoso en la escena que fue acusado de intento de asesinato. El sospechoso fue identificado como David DePape, un hombre de Berkeley de 42 años con publicaciones en las redes sociales que respaldan teorías de conspiración como QAnon y afirma que las elecciones de 2020 fueron robadas.

## Incidente
Durante una entrevista con la policía, David DePape dijo que había accedido a la residencia de Pelosi rompiendo puertas con paneles de vidrio en la parte trasera de la casa. Las imágenes posteriores de la cámara corporal de la policía mostraron los vidrios rotos en el suelo. En el momento del allanamiento, Paul Pelosi dormía en el dormitorio del tercer piso de la casa. El intruso despertó a Pelosi y exigió hablar con "Nancy"; cuando Pelosi dijo que no estaba en casa, el intruso dijo que esperaría.
Buscando ayuda de la policía, Pelosi le dijo al intruso que necesitaba usar el baño, luego hizo una llamada secreta al 911 desde su teléfono celular a las 2:23 a. m. PDT. Dejó la línea abierta y dijo: "¿Qué está pasando? ¿Por qué estás aquí? ¿Qué me vas a hacer?". Estas declaraciones llevaron al despachador del 911 a enviar a la policía en ayuda de Pelosi para un control de bienestar, al que se le atribuye haber salvado su vida.
Los oficiales del Departamento de Policía de San Francisco llegaron rápidamente a la residencia de Pelosi y tocaron la puerta a las 2:31 a. m. Pelosi corrió hacia la puerta y la abrió. Desde afuera de la casa, la policía observó a DePape y Pelosi luchando por un martillo en la entrada. Después de que la policía ordenara a los dos hombres que soltaran el arma, DePape tomó el martillo y "atacó violentamente" a Pelosi, de 82 años, de un solo golpe. Luego, la policía abordó y arrestó a DePape. Después de arrestar al intruso, la policía descubrió múltiples bridas, cinta adhesiva, cuerda blanca, un segundo martillo y guantes de goma y tela en su mochila. Según los investigadores, DePape tenía una lista de más objetivos potenciales.
Después del ataque, Pelosi se sometió a una cirugía para tratar una fractura de cráneo en el Hospital General Zuckerberg San Francisco. También recibió tratamiento por lesiones graves en las manos y el brazo derecho. Pelosi fue dado de alta del hospital el 3 de noviembre. DePape fue tratado en el mismo hospital por lesiones menores y fue dado de alta a la Cárcel del Condado de San Francisco.
Nancy estaba en Washington D. C. en el momento del ataque. Se apresuró a regresar a San Francisco en un avión del gobierno y una caravana la acompañó al hospital donde su esposo estaba siendo tratado. Al día siguiente, escribió una carta de "Estimado colega" a los miembros de la Cámara de Representantes, diciendo que su familia extensa estaba "desconsolada y traumatizada por el ataque" y agradeció a las fuerzas del orden, los servicios de emergencia y el personal del hospital por ayudar a su marido.

## Investigación
La Oficina Federal de Investigaciones, el Departamento de Policía de San Francisco, la Policía del Capitolio de los Estados Unidos, los Fiscales Federales y las Oficinas del Fiscal de Distrito de San Francisco están involucrados en la investigación del ataque. El Departamento de Policía de San Francisco pidió al público información sobre el ataque.
La fiscal de distrito de San Francisco, Brooke Jenkins, dijo que el ataque parecía tener motivaciones políticas, según declaraciones y comentarios hechos por DePape la noche del ataque.
Después de ser mirandizado, DePape concedió una entrevista a los agentes del Departamento de Policía de San Francisco en la que dijo que planeaba retener a Nancy como rehén y que la veía como la "líder de la manada" de mentiras contadas por el Partido Demócrata. Dijo que se consideraba a sí mismo luchando contra la "tiranía" y se comparó con los padres fundadores estadounidenses. DePape le dijo a la policía que planeaba secuestrar e interrogar a Nancy, y que le rompería las rótulas si ella le "mentía", creyendo que al hacerlo, "entonces tendría que ser llevada al Congreso" como una "advertencia" a otros. miembros del Congreso
El día después del ataque, los investigadores registraron un garaje en Richmond, California, donde DePape había vivido durante los dos años anteriores, de conformidad con una orden de registro federal. Los investigadores informaron de la incautación de "dos martillos, una espada y un par de guantes de goma y tela" de la propiedad.
Antes del ataque, DePape no era conocido por la Policía del Capitolio de EE. UU. (USCP) y no estaba en ninguna base de datos federal que rastreara amenazas.
USCP tuvo acceso a cámaras de seguridad fuera de la casa de Pelosi; las cámaras se instalaron ocho años antes del ataque y formaban parte de una red de aproximadamente 1800 cámaras a las que la USCP tiene acceso. Las imágenes muestran al agresor rompiendo el vidrio y entrando a la casa. Sin embargo, en el momento del ataque, la USCG no supervisó las imágenes de video externas en tiempo real; dicha vigilancia con cámaras solo se monitoreaba cuando la presidenta Pelosi estaba en casa. Aunque Pelosi recibió más amenazas violentas que cualquier otro legislador (y está acompañada por un destacamento de seguridad cuando viaja), su casa tampoco recibió protección en vivo las 24 horas.

## Acusado

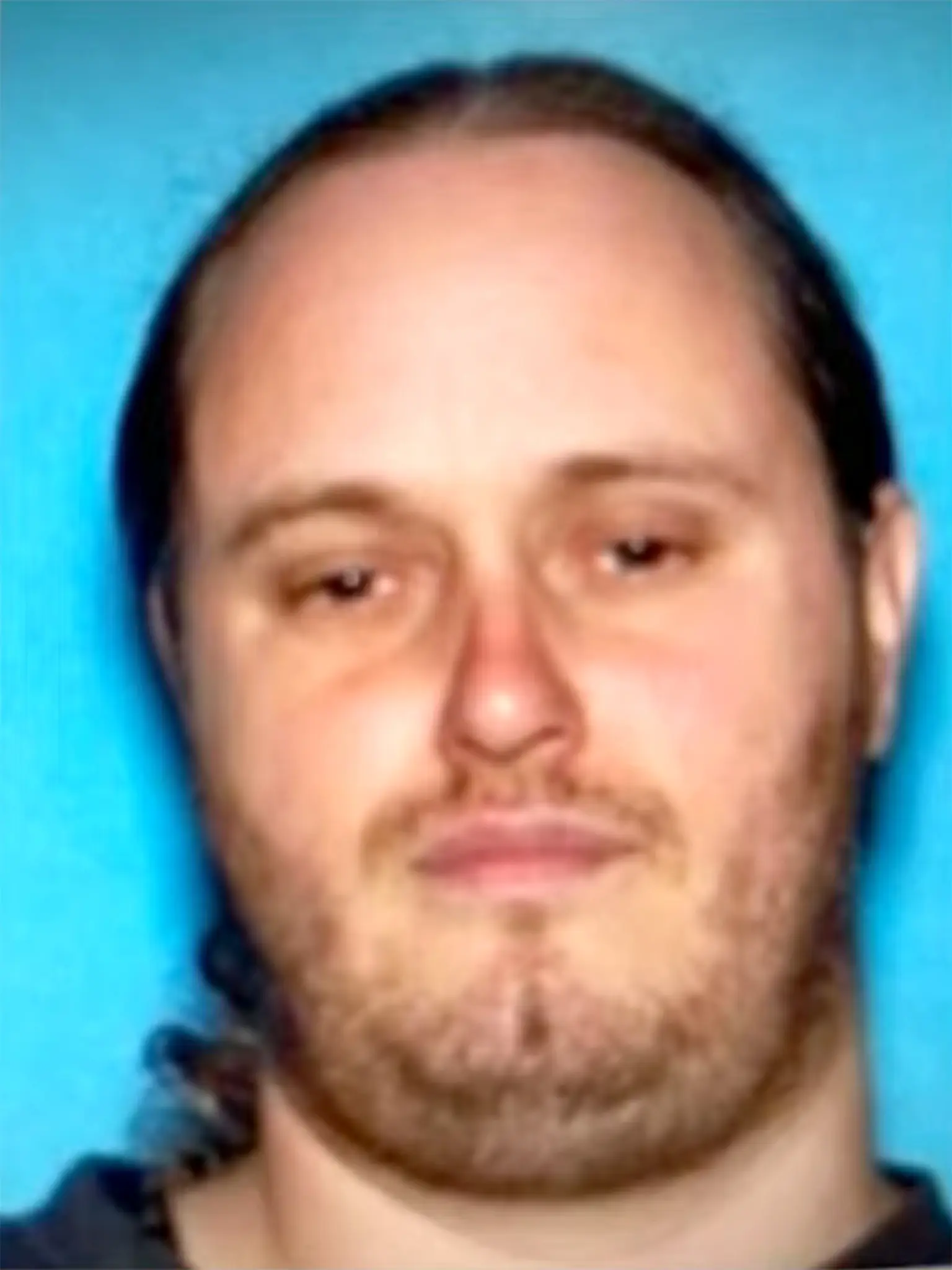
David Depape, autor del ataque a Paul Pelosi

David Wayne DePape, un residente de 42 años de la cercana ciudad de Berkeley, fue detenido bajo los cargos de intento de homicidio, agresión con un arma mortal, abuso de ancianos y robo. DePape vivió en la Columbia Británica, Canadá, antes de mudarse a los Estados Unidos, donde se encontraba ilegalmente después de haber expirado su permiso de visitante en 2008.  A fines de la década de 2000, DePape colaboraba en una granja urbana para comunidades de bajos ingresos.  Según dos de sus familiares, DePape estaba separado de su familia.  Personas que conocieron a DePape en la década de 2010 dijeron que vivía en una bodega en Berkeley, vendía pulseras de cáñamo y tenía problemas con las drogas. Años antes del ataque, DePape se enumeró como miembro del Partido Verde y era un activista que se oponía a los miembros del partido demócrata. En un momento, vivió con Gypsy Taub, quien era conocida por promover teorías de conspiración del 11 de septiembre en televisión estando desnuda.
En 2021, DePape publicó en su página de Facebook múltiples enlaces a videos del director ejecutivo de MyPillow, Mike Lindell, que afirmaban falsamente que las elecciones presidenciales estadounidenses de 2020 habían sido robadas.  En el período previo al ataque, promovió a QAnon y otras teorías de conspiración de extrema derecha en su blog de WordPress.com, donde también atacó a "las élites/clase dominante", "inmigrantes, personas de color, mujeres, personas LGBTQ y musulmanes". DePape hizo publicaciones con titulares como "Ciencia vudú comunista" y "La feminista es propiedad". DePape también promovió teorías de conspiración antisemitas, como acusar a los judíos de orquestar la invasión rusa de Ucrania a principios de 2022 para enriquecerse y apoderarse de la tierra ucraniana. DePape le dio crédito a Gamergate, Jordan Peterson y James A. Lindsay por su interés en la política de derecha. La última publicación de DePape, publicada un día antes del ataque, se titulaba "Por qué las universidades se están convirtiendo en sectas".